# حوض‌انبار خوجه
حوض انبار خوجه ، حوض انباری است مربوط به دوره قاجار که در شهر تاریخی تون و در محله سردشت واقع شده‌است.
این اثر در تاریخ ۱ آذر ۱۳۸۸ با شمارهٔ ثبت ۲۸۱۲۱ به‌عنوان یکی از آثار ملی ایران به ثبت رسیده است.